# ヒカゲヘゴ
ヒカゲヘゴ（日陰杪欏、学名：Cyathea lepifera）は、ヘゴ科の多年生のシダ植物である。

## 特徴
大型の常緑木生シダで、日本では最大のシダ植物である。鹿児島県の奄美大島や沖縄県の沖縄本島から八重山諸島にかけての森林部でよく見られる。
高さが平均5-6メートル、最大で15メートルほどになる。葉柄から先だけでも2メートル以上はある。幹には楕円形の模様が多くついており、蛇のような柄をしている（このため中国語で蛇樹とも呼ばれる)が、これはヒカゲヘゴの成長に伴って葉柄が枯れて落ちた痕跡である。ただし次第に細かい気根がその表面を覆い、見えなくなる。
新芽は幹の頂部より伸び、葉柄部から葉がゼンマイのような形状となった後に開いて成熟する。
ヘゴ科の植物はシダ植物の中では比較的新しく約1億年前に出現したものであるが、ヒカゲヘゴはその大きさから古生代に栄えた大型シダ植物を髣髴させるものであり、その生き残りと呼ばれることもある。

## 分布
日本の奄美大島以南、台湾、中国福建省、フィリピンなどに生息するが、中国大陸ではすでに自然個体が数少なくなっており、山中に比較的豊富に見られた台湾島(筆筒樹と呼ばれる)においても2006年頃より枯死する例が多く見られていることから、危機感が感じられている。

## 利用

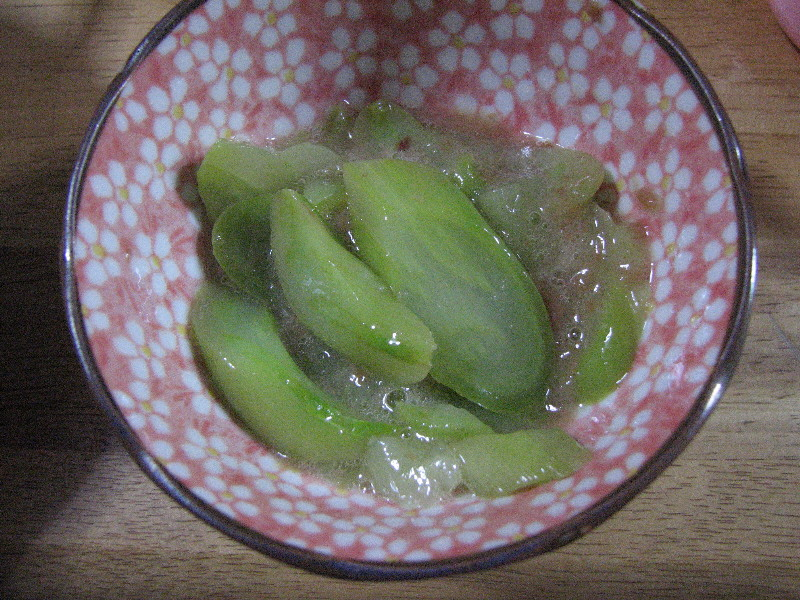
調理例(梅肉和え)

新芽や高く成長した幹の芯は食べることができる。新芽は80センチメートル程度に成長したものが食用に適し、茹でて灰汁抜きしたあとテンプラや三杯酢、酢の物にして食べる。芯は煮込むと大根のような食感となる。煮たヒカゲヘゴの芯は、八重山諸島では祭りの際に欠かせない食品であり、石垣島などでは水煮したものなどの販売もされている。

## ギャラリー

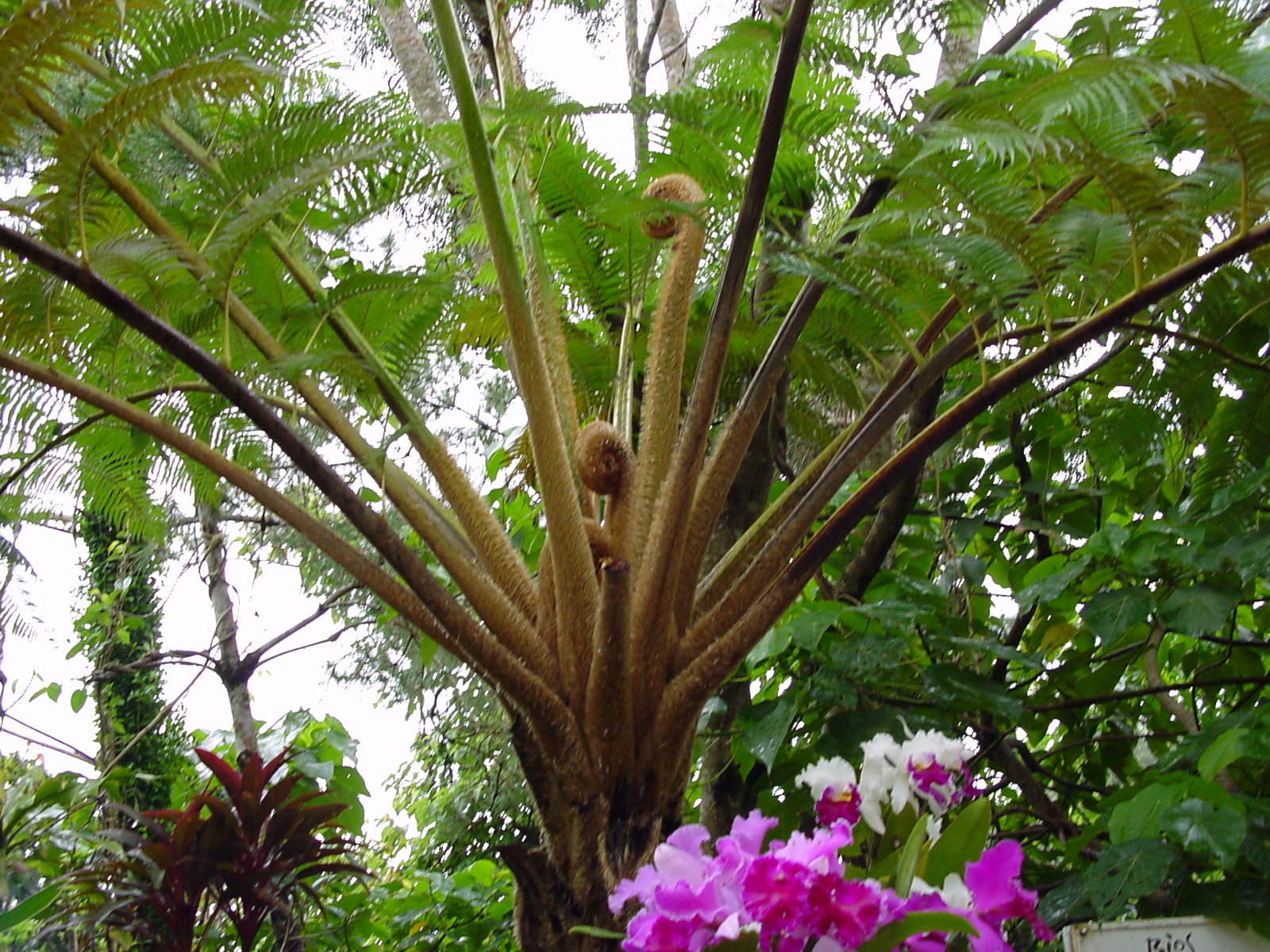
幹から伸びる新芽
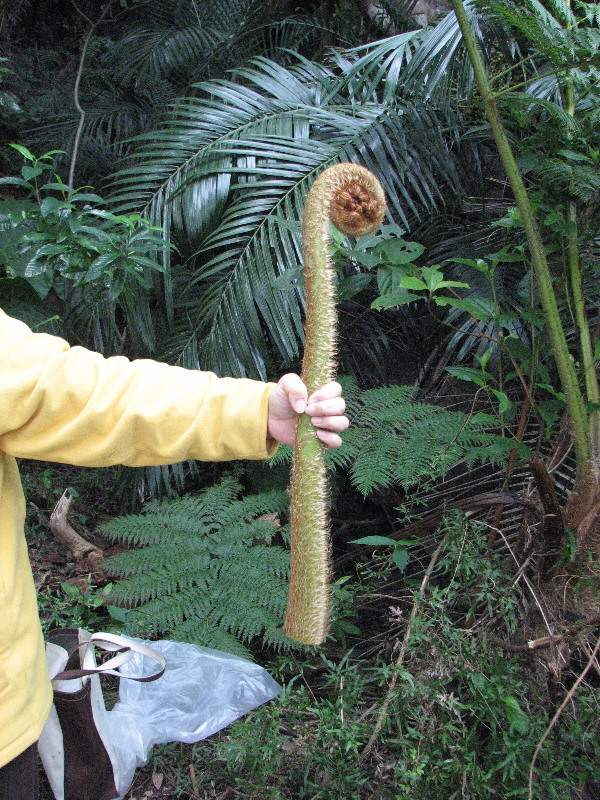
収穫したヒカゲヘゴの新芽
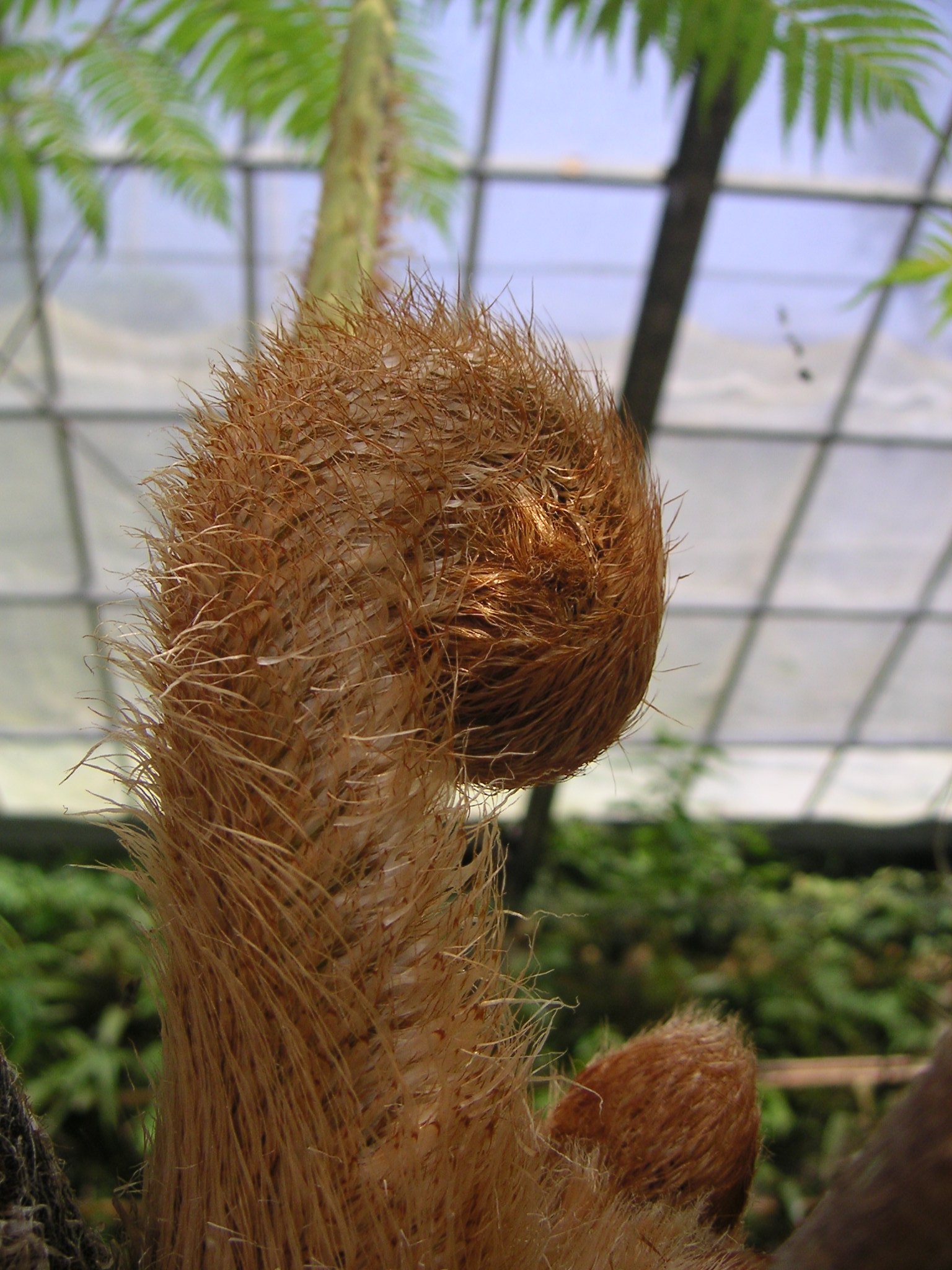
ヒカゲヘゴの新芽